# 猫楠
『猫楠』（ねこぐす）は、水木しげるによる日本の漫画、また同作に登場する猫の名前である。

## 概要
『ミスターマガジン』（講談社）1991年5月8日号から1992年1月8日号まで連載された。粘菌学者「南方熊楠」の半生を、人語を解する飼い猫「猫楠」を狂言回しにして描いた伝記的作品。多くの史実を描く一方で、水木しげるならではの幻想的な場面もしばしば挿入される。
水木が南方熊楠を描こうと思ったのは、人となりが面白かったからだといい、本作品以外にも熊楠を題材にした作品を描いている（後述参考）。なお、水木は本作品が連載中の1991年に紫綬褒章を受章しており、授章式に燕尾服にシルクハットで出席している。これは、かつて昭和天皇の南紀巡幸の際に、熊楠がご進講をした時のスタイルにあやかったものである。
また、2011年10月に水木と妻の布枝は秋の園遊会に招かれ、その際に秋篠宮文仁親王は水木に対して『猫楠』を読んだことを明かし、感想を述べている。

## あらすじ
田辺の町、ある野良猫が喜多幅医院を訪れると、そこには南方熊楠という先客がいた。熊楠は喜多幅と卑猥な話で盛り上がっているが、これでも世界の碩学と謳われた大学者であり現在は粘菌集めに熱中しているらしい。また、熊楠は大の猫好きで、野良猫は熊楠に貰われることになり「猫楠」と名付けられる。猫楠はこれからの生活を楽しみに思いながら、熊楠のお供をするのだった。

## 登場キャラクター

### 主要人物
南方熊楠
14年に及ぶ海外留学を経て和歌山県の田辺町に居住。粘菌の研究の傍ら神社合祀反対運動や神島などの自然保護運動を精力的に行う。孫文、木村駿吉、柳田國男、土宜法竜、徳川頼倫らと親交があり、晩年は昭和天皇にご進講を行う。18ヶ国語を操り、本作の設定として猫語と幽霊語も修得している。
喜多幅武三郎
熊楠の親友であり、主治医。熊楠に結婚を勧め、田村松枝を紹介。仲人も務める。
川島草堂
画家。以前は川島破裂と名乗っていた。死に際に自らの吐血で襖に鶏頭の花を描く。
毛利清雅
牟婁新報という新聞を発行している。和歌山県会議員も務める。
小畔四郎
郵船の社員であり粘菌研究者。熊楠の弟子1号。
多屋勝四郎
熊楠を神島へと案内する。
鈴木新五郎
熊楠の子分。天皇へのご進講に必要な「海にすむクモ」の採取に協力。
南方常楠
熊楠の実弟。金銭トラブルで熊楠と絶縁状態に。
南方松枝
熊楠の妻。闘鶏神社の田村宗造の四女。一男一女をもうける。
南方熊弥
熊楠の長男。受験時に精神を患い、療養生活に入る。
南方文枝
熊楠の長女。病床の熊楠から署名入りの今昔物語を遺品として渡される。

### 猫
これらの猫は人語を解する。
猫楠
野良猫だったが熊楠の飼い猫になる。本作品の狂言回しを務めるが、その実態は「幸福観察猫」と呼ばれる猫。
花子猫
猫楠のガールフレンド。後に猫楠と共に熊楠に飼われる事に。
金華猫
中国に伝わる化け猫。熊楠の家で暮らすが、やがて旅に出る。
ねずみ猫
外見がねずみに似た不思議な猫。魔女と共におり人語を操る。

## 関連作品
- 快傑くまくす（1973年、漫画サンデー）[4] - 海外での活躍を中心に描いた作品。
- 怪少年 第1章 くまくす生れる（1991年執筆、雑誌未発表）[5] - 熊楠の幼年期を描いた作品。
- てんぎゃん（1995年、漫画サンデー）[6] - 熊楠の少年期を描いた作品。

## 単行本
- 『猫楠　南方熊楠の生涯』 講談社、全2巻
  - 上巻、1991年12月、ISBN 4-06-326901-9
  - 下巻、1992年02月、ISBN 4-06-326902-7
- 『猫楠　南方熊楠の生涯』 角川書店〈角川ソフィア文庫〉、1996年10月、ISBN 4-04-192907-5
- 『猫楠 他』 講談社〈水木しげる漫画大全集〉、2014年1月、ISBN 978-4-06-377526-6 - 『快傑くまくす』、『怪少年』、『てんぎゃん』併録。